# Scott Clemmensen
Scott Lee Clemmensen, född 23 juli 1977, är en amerikansk före detta professionell ishockeymålvakt. Han har tidigare representerat New Jersey Devils, Toronto Maple Leafs och Florida Panthers i NHL.
Clemmensen  draftades i åttonde rundan i 1997 års draft av New Jersey Devils som 215:e spelare totalt.